# Glaucina ugartei
Glaucina ugartei är en fjärilsart som beskrevs av Frederick H. Rindge 1973. Glaucina ugartei ingår i släktet Glaucina och familjen mätare. Inga underarter finns listade i Catalogue of Life.